# Brainstorm
Brainstorm e музикална група от България в стил дет метъл, активна в периода 1995 – 2001 г. Тя е основана в град Шумен през 1995 г.

## История
Групата е създадена през 1995 г. от останките на група Алкохол. През 1996 г. записват първото си демо „Fist of Terror“. Две години по-късно музикална компания „Wizard“ издава дебютния им албум, записан в „Студио Касандра“ в град Левски. Албумът ги утвърждава като една от най-силните дет метъл групи в страната по това време. През същата година записват концерта си в София, който излиза като концертен албум през декември. През 1999 г. участват на фестивала „Hysteria“ в Бургас. До разпадането си през 2001 г. записват още две демо албума. През ноември 2018 г. групата преиздава ремастерирана версия на албума „Pieces from Reality“ на диск. Поводът е 20-годишният юбилей от издаването му.

## Състав
| Последни членове - Денчо Димитров – китара (1995 – 2001), бас (2001), вокали (2001) - Пламен Петков – барабани (1996 – 2001) |  | Предишни членове - Пламен Панайотов – бас (1995 – 1999), вокали (1995 – 1997) - Иван Валентинов – китара (1995 – 1996) - Драган Христов – китара (1997 – 1998) - Николай Банков – вокали (1997 – 2000), китара (1998 – 2000) - Чавдар Василев – бас (1999 – 2000) |

## Дискография
| - 1998: Pieces from Reality - 1998: Live in Sofia | - 1996: Fist of Terror - 2000: World Downfall - 2001: Weeds of Society |